# Peripsychoda
Peripsychoda is een muggengeslacht uit de familie van de motmuggen (Psychodidae).

## Soorten
In Europa:
- P. auriculata (Curtis, 1839)
- P. fusca (Macquart, 1826)
- P. zangherii Sara, 1952 (twijfelachtige soort)